# Giornata mondiale per gli animali da laboratorio
La Giornata Mondiale per gli Animali da Laboratorio (nota anche come Giornata Mondiale degli Animali da Laboratorio) si celebra ogni anno il 24 aprile. La settimana circostante è nota come "Settimana Mondiale per gli Animali da Laboratorio". La National Anti-Vivisection Society (NAVS) definisce questa giornata come una "giornata internazionale di commemorazione" per gli animali da laboratorio.

## Storia
Nel 1979, la NAVS ha istituito la Giornata Mondiale per gli Animali da Laboratorio (nota anche come Giornata degli Animali da Laboratorio) il 24 aprile, giorno della nascita di Lord Hugh Dowding. Questa giornata internazionale di commemorazione è riconosciuta dalle Nazioni Unite e viene ora celebrata ogni anno dagli antivivisezionisti di ogni continente. Nel 1980, People for the Ethical Treatment of Animals (PETA), guidata dalla fondatrice di PETA, Ingrid Newkirk, organizzò la prima protesta per la Giornata Mondiale per gli Animali da Laboratorio negli Stati Uniti.
Oggi l'evento è caratterizzato da manifestazioni e proteste da parte di gruppi contrari all'uso degli animali nella ricerca. Nell'aprile 2010 i manifestanti hanno marciato nel centro di Londra chiedendo la fine dell'uso degli animali nella ricerca. Una marcia simile ha avuto luogo a Birmingham nel 2012 e a Nottingham nel 2014.
La Giornata Mondiale e la Settimana Mondiale per gli Animali da Laboratorio hanno attirato l'attenzione anche di gruppi scientifici che difendono l'uso degli animali nella ricerca. Il 22 aprile 2009, i membri di UCLA Pro-Test hanno tenuto una manifestazione a sostegno della ricerca biomedica sugli animali, e per condannare la violenza e le molestie rivolte al docente Prof. David Jentsch da parte di attivisti per i diritti degli animali.
NAVS e altri gruppi contrari alla ricerca sugli animali hanno affermato che la Giornata Mondiale per gli Animali da Laboratorio è riconosciuta dalle Nazioni Unite. Tuttavia, la giornata non è inclusa nell'elenco ufficiale delle celebrazioni dell'ONU.